# バンキッシュ (タミヤ)
バンキッシュは田宮模型（現・タミヤ）が生産していた電動ラジコンバギー。
1988年12月20日発売　キット価格24,800円。
田宮模型の電動オフロードバギー「アバンテ」系の廉価版として、サンダーショット系のスコーチャーとともに1988年の年末商戦に投入された製品である。材質のコストダウンによりアバンテより1万円も価格を下げた一方、改良試作車からのフィードバックも随所に盛り込まれ、イグレス登場まではレースカーの改造ベース車として人気を博した。

## メカニズム
- シャーシ構造：強化プラスチック製セミモノコック構造
- フロントサスペンション：ダブルウィッシュボーン独立懸架、オイル封入式ダンパー装備（コイルオーバー）
- フロントタイヤ：中空ラバー、ピンスパイクパターン
- リヤサスペンション：マルチリンク独立懸架、オイル封入式ダンバー装備（コイルオーバー）
- リアタイヤ：中空ラバー、ピンスパイクパターン
- 駆動方式：シャフト駆動式4WD
- モーター：マブチRS540SHをミッドシップ、後部ギアボックス左に装備
- デファレンシャルギア：フロントおよびリア…プラネタリー式、センター…ボールスラスト式
- 搭載バッテリー（別売り）：7.2Vストレートパックを縦置きで搭載
- ボディ：ポリカーボネート製

## 車名の由来
英語およびフランス語で「勝利する」を意味するvanquishに由来する。英国アストンマーティンのスポーツカー、ヴァンキッシュとは関係ない。

## 長所

### 安定性を増した走行性能
バンキッシュの基本的な位置づけはアバンテの廉価版だが、それはアバンテと比較して性能が絶対的に劣るということではない。低コストかつ簡素化された各部の構造は、全日本選手権で上位入賞した改良試作車の技術をフィードバックしており、実質的に「アバンテ改良型」とでも呼びうる内容だった。なかでも、樹脂製パーツの多用で簡素化された足回りや、延長されたホイールベースは、安定性や耐久性を向上させた改良試作車そのままであり、前作と比べ実質本位な設計であったといえる。

### 優れた駆動効率と整備性
一部軸受に樹脂製やプレーンメタルのベアリングを使用するものの、基本的にはアバンテの駆動系統をそのまま流用しており、駆動効率や整備性の優秀さはアバンテと同等である。

### 人気を博したボディー
アバンテとはまた一風変わった、曲線を多用する未来的なデザインのボディーは、見栄えだけでなくモーター冷却をも考慮した設計になっていた。内部空間もアバンテよりゆとりがあり、機器類の配置がより楽になった。

## 短所

### 蛇足だった機械式スピコン
アバンテの廉価版ながら高度な潜在性能を秘めたバンキッシュにとって、機械式スピードコントローラーの搭載は評価の分かれるところであった。この当時、既に電気式スピードコントローラー(ESC)の普及が徐々に進んでおり、しかも改造ベース車としてレース参加も視野に入れたバンキッシュの購買層は、価格帯からしても初心者より経験を積んだ中堅層以上がメインであった。このため、機械式スピコンの採用は中途半端なイメージをもたらすとともに、若干の価格および重量増加を招き、決して評判の良いものではかった。

### 軽くできなかった総重量
足回りの軽量化には成功したものの、メインフレームが複雑な形状の樹脂製だったこと、また樹脂製パーツ増加に伴いタッピングネジ類が激増したこともあって、総重量はアバンテと同等もしくは若干増加してしまった。後のイグレスに準じて徹底的な改造を施した事例でも、総重量を1,700g以下に収めることは困難という報告があり、完全ノーマル状態では恐らく1,850gないし1,900g程度だったと推測される。駆動効率の高さである程度帳消しにできるとはいえ、重量ハンデは決して無視できない課題だった。

### 劣悪な整備性
アバンテから引きついだキアボックスの整備性は良好ながらバスタブシャーシ採用によりモーター周辺に作業スペースが全くなくなり、ピニオン交換などモーター脱着を伴う整備が困難(ギアボックス脱着とバスタブシャーシ分解とほとんど全分解が必要)。これは　デッキタイプの時にはデッキ間の隙間から容易にアクセス可能だったものがバスタブ化で開口部が大幅に減ってしまったことによって生じたもの。

### オイルダンパー
バンキッシュではコスト削減策のひとつとして、樹脂製オイルダンパーが採用されたものの、封入オイルやコイルの設定が軟らかすぎるなど、重量級の車体を支えるにはいささか強度が足りなかった。このため、純正や他社製のより高性能なオイルダンパーに交換するユーザーが多かった。

## 製造終了
改造ベース車として人気を博したバンキッシュだったが、オプション満載のイグレス登場により影が薄くなり、さらにその廉価版となるアバンテ2001が発売されるに及んで、存在意義はほぼ失われてしまった。そして、新設計のマンタレイ発売と前後して、バンキッシュは製造終了となった。ただし、ボディーだけは人気があったため、1995年頃までアフターサービスにより入手できたようである。

## 同系統の製品
- アバンテ
- イグレス
- アバンテ2001

## 復刻版
2020年12月、約28年ぶりにVQS(2020)の名称で復刻販売された。ボディが塗装、カット済みとなっている。同時にVQS(2020)用ハイキャパシティダンパーも発売。
なお、同時期に発売されたスコーチャーも同年に復刻販売されている。

## ミニ四駆版
当時第1次ブーム真っ直中だったミニ四駆にも「バンキッシュJr.」が登場した。
「アバンテJr.」と同様、第2世代のシャーシ（TYPE2シャーシ）を採用したモデルである。
後に、2003年にVSシャーシを搭載したものや、2011年には「バンキッシュRS」が発売された。
また、クリヤーボディやミニ四駆ステーション限定版等が存在する。
2020年には、新シャーシ（VZシャーシ）を搭載した、「ネオVQS」が発売予定。